# Donatella Bulfoni
Donatella Bulfoni (Udine, 6 novembre 1959) è un'ex altista italiana.

## Biografia
Nata nel 1959 a Udine, ha esordito in nazionale a 16 anni, nel 1976.
Nello stesso anno ha partecipato ai Giochi olimpici di Montréal 1976, nel salto in alto, uscendo nelle qualificazioni con la 24ª misura, 1.75 m.
Nel 1979 è stata medaglia d'argento ai Giochi del Mediterraneo di Spalato, saltando 1.81 m, chiudendo dietro alla connazionale Sara Simeoni (1.98 m).
Ha preso parte inoltre a 2 edizioni degli Europei indoor, Vienna 1979 e Grenoble 1981, terminando rispettivamente 10ª con 1,70 m e 8ª con 1,85 m.
Nel 1981 ha ottenuto il suo record personale, 1.91 m, mentre l'anno successivo ha saltato 1.90 m indoor, ai tempi record italiano, attuale 7ª miglior prestazione italiana indoor.
Si è ritirata a soli 22 anni, ad inizio 1982.

## Palmarès
| Anno | Manifestazione          | Sede     | Evento        | Risultato      | Prestazione | Note |
| ---- | ----------------------- | -------- | ------------- | -------------- | ----------- | ---- |
| 1976 | Giochi olimpici         | Montréal | Salto in alto | Qualificazione | 1,75 m      |      |
| 1979 | Europei indoor          | Vienna   | Salto in alto | 10ª            | 1,70 m      |      |
| 1979 | Giochi del Mediterraneo | Spalato  | Salto in alto | Argento        | 1,81 m      |      |
| 1981 | Europei indoor          | Grenoble | Salto in alto | 8ª             | 1,85 m      |      |